# Eidgenössischer Jodlerverband
Der Eidgenössische Jodlerverband ist die Dachorganisation der Schweizer Vereine von Jodlern, Alphornbläsern, und Fahnenschwingern.
Die 1910 auf Initiative des Berner «Jodlervaters» Oskar Friedrich Schmalz gegründete Schweizerische Jodlervereinigung und 1932 in Eidgenössischer Jodlerverband umbenannte Vereinigung hat 18'653 Mitglieder (Stand März 2012). Der Verband gliedert sich in fünf Unterverbände:
- Bernisch-Kantonaler Jodlerverband (BKJV), gegründet 1917. Er umfasst den gesamten Kanton Bern.
- Zentralschweizerischer Jodlerverband (ZSJV), gegründet 1922. Er umfasst die Kantone Uri, Schwyz, Nid- und Obwalden, Luzern, Zug und Tessin.
- Nordostschweizerischer Jodlerverband (NOSJV), gegründet 1932. Er umfasst die Kantone Appenzell IR, Appenzell AR, St. Gallen, Thurgau, Graubünden, Glarus, Zürich, Schaffhausen und das Fürstentum Liechtenstein
- Nordwestschweizerischer Jodlerverband (NWSJV), gegründet 1935. Er umfasst die Kantone Aargau, Solothurn, Basel-Land und Basel-Stadt.
- Westschweizerischer Jodlerverband (WSJV), gegründet 1937. Er umfasst die Kantone Freiburg, Genf, Jura, Neuenburg, Waadt und Wallis.

Zusätzlich sind dem Verband vierzehn Auslandschweizergruppen aus Amerika, Australien, Kanada, Neuseeland und Südafrika angeschlossen.
Der Verband bietet regelmässig Kurse für Jodler, Jodlerdirigenten, Alphornbläser und Fahnenschwinger an. In einem Turnus von drei Jahren führt der Verband die dreitägigen Eidgenössischen Jodlerfeste durch. Diese fanden zuletzt 2005 in Aarau, 2008 in Luzern, 2011 in Interlaken und 2014 in Davos statt. Es handelt sich jeweils um einen Grossanlass mit 15'000 Mitwirkenden und 200'000 Besuchern. Der Eidgenössische Jodlerverband gehört zu den Organisatoren des Unspunnenfests.